# Monocesta androgyna
Monocesta androgyna es una especie de insecto coleóptero de la familia Chrysomelidae descrita en 1963 por Bechyne.